# Лосятинська сільська рада (Кременецький район)
Лося́тинська сільська́ ра́да — ліквідована адміністративно-територіальна одиниця та орган місцевого самоврядування у Кременецькому районі Тернопільської області. Адміністративний центр — село Лосятин.

## Загальні відомості
- Територія ради: 31,17 км²
- Населення ради: 1 741 особа (станом на 2001 рік)

## Населені пункти
Сільській раді підпорядковані населені пункти:
- с. Лосятин
- с. Борщівка

## Склад ради
Рада складалася з 16 депутатів та голови.
- Голова ради: Залєвська Надія Яківна
- Секретар ради: Голуб Зінаїда Юхимівна

### Керівний склад попередніх скликань
| Прізвище, ім'я, по батькові | Основні відомості                                                                    | Дата обрання | Дата звільнення |
| --------------------------- | ------------------------------------------------------------------------------------ | ------------ | --------------- |
| Залевська Надія Яківна      | Сільський голова, 1961 року народження                                               | 26.03.2006   | 31.10.2010      |
| Залєвська Надія Яківна      | Сільський голова, 1961 року народження, освіта вища, Політична партія 'Наша Україна' | 31.10.2010   | 25.10.2020      |

Примітка: таблиця складена за даними сайту Верховної Ради України

### Депутати
За результатами місцевих виборів 2010 року депутатами ради стали:

#### За суб'єктами висування
| Суб'єкт висування         | Кількість обраних депутатів | %    |
| ------------------------- | --------------------------- | ---- |
| Самовисування             | 15                          | 93,8 |
| Українська Народна Партія | 1                           | 6,3  |

#### За округами
| № округу                  | Прізвище, ім'я, по батькові  | Дата визнання обраним | Освіта             | Партійна приналежність                        | Відомості про обраного депутата                      |
| ------------------------- | ---------------------------- | --------------------- | ------------------ | --------------------------------------------- | ---------------------------------------------------- |
| Українська Народна Партія |                              |                       |                    |                                               |                                                      |
| 13                        | Завадська Оксана Іванівна    | 02.11.2010            | вища               | позапартійна                                  | По догляду за дитиною до 3 років                     |
| Самовисування             |                              |                       |                    |                                               |                                                      |
| 1                         | Скиба Володимир Анатолійович | 02.11.2010            | середня спеціальна | член Партії регіонів                          | ПочаївськеВПУ-21, різноробочий                       |
| 2                         | Чумаченко Лариса Анатолівна  | 02.11.2010            | вища               | позапартійна                                  |                                                      |
| 3                         | Фабіян Валентин Федорович    | 02.11.2010            | вища               | позапартійний                                 | підприємець                                          |
| 4                         | Голуб Зінаїда Юхимівна       | 02.11.2010            | вища               | член Соціалістичної партії України            | Лосятинська сільська рада, секретар                  |
| 5                         | Гронь Людмила Василівна      | 02.11.2010            | вища               | позапартійна                                  | фельдшерсько-акушерський пункт с. Лосятин, фельшер   |
| 6                         | Марчук Олександр Сергійович  | 02.11.2010            | середня            | позапартійний                                 |                                                      |
| 7                         | Волянюк Галина Степанівна    | 02.11.2010            | вища               | член Всеукраїнського об'єднання «Батьківщина» | фельдшерсько-акушерський пункт с. Лосятин, медсестра |
| 8                         | Климчук Дмитро Васильович    | 02.11.2010            | середня спеціальна | позапартійний                                 | підприємець                                          |
| 9                         | Задорожний Сергій Павлович   | 02.11.2010            | середня спеціальна | позапартійний                                 |                                                      |
| 10                        | Вихованець Дмитро Степанович | 02.11.2010            | середня            | позапартійний                                 | ККП м. Почаїв, завсклад                              |
| 11                        | Ковальський Віктор Федорович | 02.11.2010            | середня            | позапартійний                                 |                                                      |
| 12                        | Жук Дмитро Іванович          | 02.11.2010            | вища               | позапартійний                                 | Лосятинська загальноосвітня школа І-ІІ ст., директор |
| 14                        | Харчук Михайло Васильович    | 02.11.2010            | середня            | позапартійний                                 |                                                      |
| 15                        | Матвійчук Леся Іванівна      | 02.11.2010            | середня спеціальна | позапартійна                                  | продавець                                            |
| 16                        | Василюк Валентина Іванівна   | 02.11.2010            | вища               | член Єдиного Центру                           |                                                      |